# Робін Магер
Робін Магер (англ. Robyn Maher, 6 жовтня 1959) — австралійська баскетболістка.
Бронзова призерка Олімпійських Ігор 1996 року, учасниця 1984, 1988 років.
Бронзова призерка Чемпіонату світу 1998 року.